# Nuoto sincronizzato ai campionati mondiali di nuoto 2015 - Duo (programma tecnico)
La competizione di nuoto sincronizzato - Duo tecnico dei campionati mondiali di nuoto 2015 si è disputata il 26 luglio 2015 alla Kazan Arena di Kazan'. Il mattino si è disputato il turno eliminatorio cui hanno partecipato 38 nazioni. Le 12 migliori coppie hanno disputato nel pomeriggio la finale.

## Medaglie
| Posizione | Atleta                             | Paese    |
| --------- | ---------------------------------- | -------- |
| Oro       | Svetlana Romašina Natal'ja Iščenko | Russia   |
| Argento   | Huang Xuechen Sun Wenyan           | Cina     |
| Bronzo    | Yukiko Inui Risako Mitsui          | Giappone |

## Risultati
In verde sono denotate le finaliste.
| Posizione | Nazionalità    | Atlete                                  | Preliminare | Preliminare | Finale  | Finale    |
| Posizione | Nazionalità    | Atlete                                  | Punti       | Posizione   | Punti   | Posizione |
| --------- | -------------- | --------------------------------------- | ----------- | ----------- | ------- | --------- |
| 1         | Russia         | Natal'ja Iščenko Svetlana Romašina      | 94.5715     | 1           | 95.4672 | 1         |
| 2         | Cina           | Huang Xuechen Sun Wenyan                | 92.2791     | 2           | 93.3279 | 2         |
| 3         | Giappone       | Yukiko Inui Risako Mitsui               | 90.3504     | 3           | 92.0079 | 3         |
| 4         | Ucraina        | Lolita Ananasova Anna Vološyna          | 90.2596     | 4           | 91.6770 | 4         |
| 5         | Spagna         | Clara Camacho Ona Carbonell             | 89.3526     | 5           | 90.0157 | 5         |
| 6         | Canada         | Jacqueline Simoneau Karine Thomas       | 87.6537     | 6           | 89.4404 | 6         |
| 7         | Italia         | Linda Cerruti Costanza Ferro            | 87.6477     | 7           | 87.5775 | 7         |
| 8         | Grecia         | Evangelia Koutidi Evangelia Platanioti  | 84.1564     | 9           | 85.3878 | 8         |
| 9         | Francia        | Laura Augé Margaux Chrétien             | 84.9664     | 8           | 84.7751 | 9         |
| 10        | Messico        | Karem Achach Nuria Diosdado             | 83.1534     | 10          | 83.8304 | 10        |
| 11        | Austria        | Anna-Maria Alexandri Eirini Alexandri   | 82.3507     | 12          | 83.5146 | 11        |
| 12        | Stati Uniti    | Anita Alvarez Mariya Koroleva           | 83.0493     | 11          | 83.5089 | 12        |
| 13        | Corea del Nord | Kang Un-ha Kim Un-a                     | 82.0469     | 13          |         |           |
| 14        | Brasile        | Luisa Borges María Miccuci              | 81.7065     | 14          |         |           |
| 15        | Kazakistan     | Alexandra Nemich Yekaterina Nemich      | 80.9472     | 15          |         |           |
| 16        | Rep. Ceca      | Soňa Bernardová Alžběta Dufková         | 80.6425     | 16          |         |           |
| 17        | Svizzera       | Sophie Giger Sascia Kraus               | 80.1645     | 17          |         |           |
| 18        | Argentina      | Etel Sánchez Sofía Sánchez              | 79.8065     | 18          |         |           |
| 19        | Bielorussia    | Iryna Limanouskaya Veronika Yesipovich  | 79.1333     | 19          |         |           |
| 20        | Israele        | Anastasia Gloushkov Ievgeniia Tetelbaum | 79.0927     | 20          |         |           |
| 21        | Slovacchia     | Naďa Daabousová Jana Labáthová          | 77.9122     | 21          |         |           |
| 22        | Colombia       | Estefania Álvarez Monica Arango         | 77.9068     | 22          |         |           |
| 23        | Egitto         | Samia Ahmed Dara Hassanien              | 75.1661     | 23          |         |           |
| 24        | Regno Unito    | Jodie Cowie Genevieve Randall           | 74.6512     | 24          |         |           |
| 25        | Uzbekistan     | Yuliya Kim Anastasiya Ruzmetova         | 73.9526     | 25          |         |           |
| 26        | Turchia        | Defne Bakırcı Mısra Gündeş              | 72.7531     | 26          |         |           |
| 27        | Cile           | Kelley Kobler Natalie Lubascher         | 72.2984     | 27          |         |           |
| 28        | Australia      | Bianca Hammett Nikita Pablo             | 72.0011     | 28          |         |           |
| 29        | Singapore      | Stephanie Chen Mei Qi Li Fei Debbie Soh | 71.6715     | 29          |         |           |
| 30        | Aruba          | Anouk Eman Kyra Hoevertsz               | 71.2453     | 30          |         |           |
| 31        | Bulgaria       | Daniela Bozadzhieva Hristina Damyanova  | 71.1065     | 31          |         |           |
| 32        | Venezuela      | Oriana Carillo Greisy Gómez             | 71.0905     | 32          |         |           |
| 33        | Corea del Sud  | Uhm Ji-wan Won Ji-soo                   | 69.4136     | 33          |         |           |
| 34        | Portogallo     | Ana Baptista María Queiroga             | 68.6962     | 34          |         |           |
| 35        | Costa Rica     | Fiorella Calvo Natalia Jenkins          | 68.2496     | 35          |         |           |
| 36        | Hong Kong      | Cho Man Yee Nora Michelle Hoi Ting Lau  | 65.7396     | 36          |         |           |
| 37        | Sudafrica      | Emma Manners-Wood Laura Strugnell       | 65.3539     | 37          |         |           |
| 38        | Cuba           | Cristy Alfonso Melissa Alonso           | 64.8561     | 38          |         |           |